# Károli Gáspár-díj
A Károli Gáspár-díj a protestáns hittudományok terén, valamint a protestáns egyházakért végzett kiemelkedő tevékenységért odaítélhető állami kitüntetés.
Azon kiemelkedő személyiségek elismerésére adományozható, akik a protestáns hittudományok terén kifejtett munkásságukkal gazdagították a magyar tudományos életet, illetve a magyar vallási irodalomban és vallási életben kiemelkedőt alkottak, különös tekintettel a biblikus tudományokban, illetve a teológiában – fordítással, tanulmánnyal – elért kimagasló eredményeikre. Annak is adományozható, aki a protestáns egyházak társadalmi beágyazottságának kiszélesítése terén fejtett ki kiemelkedő tevékenységet, hozott létre kimagasló eredményt, illetve munkásságával az egyház közfeladat-ellátásának kiszélesítésében ért el jelentős eredményt.
A reformáció napja (október 31.) alkalmából kerül átadásra. Évente legfeljebb két fő kaphatja meg. A díjazottak az adományozást igazoló oklevelet, emlékérmet és pénzjutalmat kapnak. Az emlékérem Csontos László szobrászművész alkotása, bronzból készült, egyoldalas, Károli Gáspár domború arcképét ábrázolja, továbbá olvasható rajta a díj neve és Károli Gáspár születési és halálozási éve (1529 k.–1591).
A díjat 1996-ban Magyarország művelődési és közoktatási minisztere alapította. Később a kormány átalakításai során más minisztériumokhoz került az adományozás feladata. Az átadása kezdetben a vizsolyi Biblia megjelenésének napjához (július 20.) kötődött, de ezt már 1998-ban a reformáció napjára változtatták. Az évek során változott a díjazottak száma és bizonyos mértékig az adományozás feltételei is.

## Díjazottak

### 2024[7][8][9][10]
- Imre Mihály irodalomtörténész, reformációkutató

- Hafenscher Károly evangélikus lelkész

### 2023[11]
- Petrőczi Éva József Attila-díjas költő, író, műfordító, irodalomtörténész, publicista, a Károli Gáspár Református Egyetem nyugalmazott egyetemi docense

- Mirák Katalin történész, a Magyarországi Evangélikus Egyház tényfeltáró bizottságának elnöke, az Evangélikus Országos Levéltár tudományos munkatársa

### 2022[12]
- Bogárdi Szabó István református püspök, egyetemi tanár

- Adorjáni Zoltán lelkész, a Kolozsvári Protestáns Teológiai Intézet professzora

### 2021[13]
- Imre László irodalomtörténész, Széchenyi-díjas egyetemi tanár, akadémikus

- Reuss András teológus, az Evangélikus Hittudományi Egyetem nyugalmazott rektora

### 2020[14][15]
- Szathmáry Béla jogász, teológiai professzor

- Huszár Pál egyháztörténész, műfordító, tanár, a Magyarországi Református Egyház Zsinatának világi elnöke, a Dunántúli Református Egyházkerület főgondnoka

### 2019[16]
- Bodó Sára teológus-lelkész, mentálhigiénikus, a Debreceni Református Hittudományi Egyetem docense

- Richly Zsolt Balázs Béla-díjas rajzfilmrendező, animátor, grafikus, érdemes és kiváló művész

### 2018[17]
- Ugrai János egyetemi docens

- Fabiny Tibor tanszékvezető egyetemi tanár

### 2017[18]
- Hubert Gabriella irodalomtörténész, az Evangélikus Országos Gyűjtemény igazgatója

- Kovács István Gábor történész, az Eötvös Loránd Tudományegyetem címzetes egyetemi tanára

### 2016[19]
- Gáborjáni Szabó Botond, a debreceni Református Kollégium Nagykönyvtárának gyűjteményi igazgatója, főiskolai docens

- Ősz Sándor Előd, az Erdélyi Református Egyházkerületi Levéltár levéltárosa, egyháztörténész

### 2015[20]
- Zentai Tünde néprajzkutató, történész, muzeológus

- Tölli Balázs, a soproni Berzsenyi Dániel Evangélikus Líceum igazgatója

- Kósa László etnográfus, történész, az Eötvös Loránd Tudományegyetem művelődéstörténeti tanszékének professzora, akadémikus

### 2014[21]
- Felhősné Csiszár Sarolta magyar–történelem szakos középiskolai tanár, etnográfus-muzeológus

- Benczúr László építész

- Bódiss Tamás karnagy-zenepedagógus

### 2013[22]
- Berkesi Sándor zeneszerző, zenepedagógus, a Debreceni Református Kollégium Kántusának karnagya
- Csepregi Zoltán egyháztörténész, az Evangélikus Hittudományi Egyetem tanszékvezető egyetemi tanára
- A. Molnár Ferenc nyelvtörténész, filológus

### 2012[23]
- Herczeg Pál református lelkész, teológus, a Károli Gáspár Református Egyetem professzora

- Kamp Salamon evangélikus karnagy, zenepedagógus, egyetemi docens

### 2010[24]
- Ferenczi Ilona zenetörténész

- Szalay Emőke művészettörténész

- Buzogány Dezső református lelkész

### 2009[25]
- Dr. Erdélyi Géza református lelkész, a Szlovákiai Református Keresztyén Egyház nyugalmazott püspöke, teológus, művészettörténész

- Dr. Pósfay György evangélikus lelkész, teológus

- Dr. Sonnevend Imréné Dr. Lackovits Emőke néprajzkutató, főmuzeológus

### 2008[26]
- Dr. Cserháti Sándor evangélikus lelkész, teológus, az Evangélikus Hittudományi Egyetem emeritus professzora

- Gémes István evangélikus lelkész, teológus és lapszerkesztő

- Dr. Fodorné Dr. Nagy Sarolta, református lelkész, teológus, a Károli Gáspár Református Egyetem nagykőrösi székhelyű Tanítóképző Főiskolai Karának tanára

### 2007[27]
- Boleratzky Lóránd ügyvéd, jogtudós, a magyarországi evangélikus egyházjog kimagasló szakértője

- Győri L. János irodalomtörténész, a Debreceni Hittudományi Egyetem tudományos munkatársa, a debreceni Református Kollégium tanára

- Nagy István teológus, református lelkész, a Károli Gáspár Református Egyetem nagykőrösi székhelyű Tanítóképző Főiskolai Karának főigazgatója, az egyetem budapesti Hittudományi Karának óraadó tanára

### 2006[28]
- Cseri Kálmán református lelkész, a református lelkipásztori irodalom kiemelkedő művelője

- Peres Imre ókortudós, teológus, református lelkész

- Tóth-Máthé Miklós író

### 2005[29]
- Dienes Dénes, a Sárospataki Református Kollégium Teológiai Akadémiájának tanszékvezető egyetemi tanára és a Kollégium Tudományos Gyűjteményének igazgatója

- Hafenscher Károly nyugalmazott evangélikus lelkész, tiszteletbeli professzor

- Sipos Gábor levéltáros, az Erdélyi Református Egyházkerület kolozsvári székhelyű Központi Gyűjtőlevéltárának vezetője, a Babeș–Bolyai Tudományegyetem középkori történeti tanszékének tanára

### 2004[30]
- Ifj. dr. Fekete Károly református lelkész, a Debreceni Református Hittudományi Egyetem tanszékvezető teológiaprofesszora és rektora

- Dr. Juhász Tamás református lelkész, a Kolozsvári Egyetemi Fokú Protestáns Teológiai Intézet tanszékvezető teológiaprofesszora

- Trajtler Gábor evangélikus lelkész, orgonaművész, a Budapest Deák téri evangélikus gyülekezet kántora

### 2003[31][32][33]
- Lenkeyné Semsey Klára református lelkész, teológiai professzor

- Vladár Gábor református lelkész, teológiai professzor

- Vetési László református lelkész, egyházi író, szociográfus

### 2002[34]
- Visky András író

- Baranyi József kommunikációs szakember

- Tőkés István református lelkész, teológiai professzor

### 2001[35][36]
- Szűcs Ferenc református lelkész, teológiai tanár

- Balázs Károly teológus, nyelvész

- Terray László evangélikus lelkész, egyháztörténész

### 2000[37][38]
- Bolyki János református lelkész, teológiai professzor

- Szabó Andor református lelkész

- Kozma Zsolt református lelkész, a Kolozsvári Protestáns Teológiai Intézet tanára

### 1999[39][40]
- Szathmáry Sándor református lelkész, teológiai professzor

- Jánosy István költő, műfordító, evangélikus lelkész

### 1998[41][42]
- Muntag Andor teológiai professzor, az Evangélikus Teológiai Akadémia rektorhelyettese

- Varga Domokos József Attila-díjas író

### 1997[43][44]
- Csoóri Sándor költő

- Tóth Kálmán református lelkész, teológiai tanár